# Севастопольський національний технічний університет
Севастопольський національний технічний університет (СевНТУ) — колишній технічний  заклад вищої освіти в Криму. Університет був розташований у місті Севастополі.

## Загальна інформація
Севастопольський приладобудівний інститут відкрився у 1963 році і був створений на  базі Одеського політехнічного інституту. 29 серпня 1994 року він отримав статус державного технічного університету і став називатися Севастопольським державним технічним університетом (СевДТУ).
За 34 роки навчальний заклад пройшов шлях становлення, розвитку, отримав найвищий (четвертий) рівень акредитації з повним обсягом прав. Університет об'єднує шість навчальних корпусів площею 59 тис. кв. м. із обладнаними спеціалізованими лабораторіями, навчальними аудиторіями, музеєм, центром комп'ютерних технологій, проблемними лабораторіями, бібліотекою з книжковим фондом понад 1 млн примірників, корпусами гуртожитків, сучасним спортивним комплексом.
12 листопада 2014 року Міністерство освіти та науки України розірвало контракт та звільнило з посади ректора вишу Пашкова Євгена Валентиновича.
У студмістечку працювала студентська поліклініка, профілакторій, а також 11 їдалень і буфетів.
В університеті функціонувало 25 департаментів, які вели навчання за 28 спеціальностями.
ЗВО мав видавництво для випуску підручників і монографій, наукових збірників і навчально-методичних матеріалів.
За 34 роки університет підготував 41 000 інженерів.

## Факультети та кафедри
Факультет автоматики і обчислювальної техніки
Кафедри: вищої математики; Кібернетики та обчислювальної техніки; Інформаційних систем; Технічної кібернетики.
Факультет гуманітарних наук
Кафедри: Практики романо-германських мов; Українознавства, Педагогіки і культурології; Філософії і соціальних наук; Теорії і практики перекладу.
Факультет радіоелектроніки
Кафедри: Радіотехніки і телекомунікації; Фізики; Електронної техніки.
Факультет морських технологій і судноплавства
Кафедри: Океанотехніки і кораблебудування; Судноводіння і судноплавство; Суднових і промислових електромеханічних систем; Енергоустановок морських судів і споруд; Нарисної геометрії і графіки.
Факультет технології і автоматизації машиноприладобудування і транспорту
Кафедри: Автоматизація технологічних процесів і виробництв; Автоматизованих приладових систем; Автомобільного транспорту; Прикладної екології і охорони праці; Технічної механіки і машинознавства; Технології машинобудування.
Факультет економіки і менеджменту
Кафедри: Менеджменту і економіко-математичних методів; Фінансів і кредиту; Обліку і аудиту; Економіки і маркетингу.
Кафедри прямого підпорядкування
Кафедри: Фізичного виховання і спорту; Довишівської підготовки.

## Корпуси і кампуси
6 навчальних корпусів загальною площею 60 тис.кв.м. (4 корпуси розташовані у Студмістечку: головний корпус, корпус Інституту сучасних технологій та інновацій СевНТУ-FESTO, бібліотека, спорткомплекс; 2 корпуси розташовані в центрі міста на вул. Гоголя). 4 гуртожитки

## Ректори
- Семенов Олександр Миколайович — 1951—1952
- Левшин Федір Михайлович — 1952—1959
- Долматов Євгеній Георгієвич — 1959—1960
- Ловягін Арсеній Васильович — 1961—1969
- Маліков Віктор Тихонович — 1969—1971
- Макушев Леонід Георгійович — 1971—1974
- Раков Олексій Іванович — и.о. ректора 1974—1975
- Лавриненко Михайло Захарович — 1975—1999
- Карпенко Віктор Андрійович — 1999—2008
- Пашков Євгеній Валентинович — 2008—2014

## Почесні доктори та випускники
Бталін Олександр Сергійович випускник СПІ (СевНТУ) 1969 року. 24 серпня 2012 року йому присвоєно звання героя України.
Алісов Євген Олексійович, випускник СПІ (СевНТУ) 1967 року, капітан-директор великого морозильного риболовецького траулера «Жуковський» Управління океанічного рибальства, Крим. Указом Президії Верховної Ради СРСР від 13 квітня 1963 року за видатні успіхи в досягненні високих показників видобутку риби та виробництва рибної продукції Алісову Євгену Олексійовичу присвоєно звання Героя Соціалістичної Праці з врученням ордена Леніна та золотої медалі «Серп і Молот». Нагороджений орденами Леніна, Трудового Червоного Прапора, Вітчизняної війни 2 ступеню, медалями (у тому числі «За бойові заслуги»). Почесний працівник рибного господарства СРСР. Почесний громадянин Гагарінського району міста Севастополя.
Єгоров Віктор Миколайович, випускник СПІ (СевНТУ) 1967 року, Доктор біологічних наук (1988 р.), старший науковий співробітник (2000 р.); професор (2005 р.), член-корр. НАН України (2006 р.). Член Міжнародного союзу радіоекологів (1987 р.), Українського ядерного товариства (1993 р.), академік АН АР Крим (1995 р.), лауреат Державної премії України в галузі науки і техніки (2007 р.), заслужений діяч науки і техніки автономної республіки Крим (2011 р.), заступник директора ІНБЮМ по науковій роботі (1989—1994 рр.); завідувач відділу радіаційної і хімічної біології (1994—2009 рр.); з 2010 р. — в.о. головного наукового співробітника відділу радіаційної і хімічної біології ІНБПМ.
Веселков Олексій Миколайович завідувач кафедри фізики СевНТУ, доктор технічних наук, професор, професор Нью-Йоркської академії наук. На його честь названа мала планета «Алекс»

## Нагороди та репутація
- Почесна грамота КМУ № 2501-26.01.01 Диплом Міжнародної Академії
- Рейтинг популярності та якості «Золота фортуна» 7-8.11.2002.
- За вагомий внесок у співпрацю та соціальне партнерство з Державним центром зайнятості України нагороджений почесною відзнакою «За співпрацю» 02.12.2010. Нагороджений срібною медаллю в конкурсі «Інновації, що використовуються в інформаційно-комунікаційних технологіях навчального процесу» 18-20.11.2011.